# Baía do Sul
A Baía do Sul é uma região da área metropolitana de Los Angeles, localizada no sudoeste do condado de Los Angeles. O seu nome deriva de sua localização geográfica, que se estende ao longo da costa sul da Baía de Santa Monica. A Baía do Sul abrange quinze cidades e partes da cidade de Los Angeles. A área é banhada pelo Oceano Pacífico, ao sul e oeste.